# Ecsenius caeruliventris
Ecsenius caeruliventris és una espècie de peix de la família dels blènnids i de l'ordre dels perciformes.

## Morfologia
- Els mascles poden assolir 2,4 cm de longitud total[1] i les femelles 2,37.[2]

## Reproducció
És ovípar.

## Hàbitat
És un peix marí de clima tropical que viu fins als 3-5 m de fondària.

## Distribució geogràfica
Es troba a la costa nord-est de Sulawesi (Indonèsia).